# Szałwia hiszpańska
Szałwia hiszpańska, chia (Salvia hispanica L.) – gatunek rośliny z rodziny jasnotowatych, pochodzący z centralnej i południowej części Meksyku oraz z Gwatemali. Nasiona służą do przygotowywania pożywnych napojów i żywności. Gatunek uprawiany był przez Azteków już w czasach prekolumbijskich i wciąż jest popularny w Meksyku i Gwatemali. Słowo chia pochodzi od słowa chian w języku nahuatl, znaczącego „oleisty”. Obecna nazwa meksykańskiego stanu Chiapas pochodzi od chia – wody lub rzeki w języku nahuatl.

## Morfologia
PokrójRoślina jednoroczna osiągająca 1 m wysokości.
LiścieNaprzeciwległe, o blaszce piłkowanej długości od 4 do 8 cm i szerokości od 3 do 5 cm.
KwiatyFioletowe lub białe zebrane w okółkach na szczytach pędów.
OwoceRozłupnie zawierające owalne nasiona o długości około 2 mm. Mają one powierzchnię nakrapianą w kolorze czarnym, ciemnoszarym oraz białym.

## Właściwości odżywcze
Wartość energetyczna 100 g nasion szałwii hiszpańskiej wynosi 486 kcal. Nasiona zawierają od 15 do 35% (najczęściej od 18,8 do 21,5%) białka, od 30 do 33% tłuszczów, 41% węglowodanów, 18–30% błonnika pokarmowego i 4–5% składników mineralnych. Zawierają znaczny poziom przeciwutleniaczy (kwas chlorogenowy i kawowy oraz flawonoidy, w tym myrycetynę, kwercetynę i kemferol). Ponadto zawierają cenne dla zdrowia człowieka składniki mineralne: żelazo, magnez, cynk, fosfor, a także wapń i witaminy: E, B1, B3. Olej z nasion chia zawiera bardzo wysokie stężenie kwasów tłuszczowych omega-3 – około 64%, a także kwasy tłuszczowe omega-6, które występują w korzystnym dla zdrowia i prewencji chorób stosunku do omega-3. 
Nasiona chia nie zawierają glutenu, mykotoksyn i metali ciężkich. Sód zawierają w ilości 16 μg/100 g.

## Zastosowanie
Szałwia hiszpańska odgrywała ogromną rolę w okresie przedkolumbijskim w społecznościach Indian, w tym Majów i Azteków. Nasiona spożywane były już co najmniej przed 5500 laty. Wykorzystywane były także do leczenia, do wyrobu kosmetyków i podczas rytuałów religijnych.
Z uwagi na wysoką wartość odżywczą, a w szczególności na znaczącą zawartość kwasu omega-3 α-linolenowego oraz cenne właściwości antyoksydacyjne, ziarna chia poleca się stosować w codziennej diecie. Najczęściej są wykorzystywane jako składnik sałatek, jogurtów, pieczywa, deserów oraz koktajli.

## Uprawa
Chia jest uprawiana w celach handlowych dla nasion bogatych w kwasy tłuszczowe omega-3. Uzyskuje się z nich około 25–30% oleju, w większości kwasu α-linolenowego. Obecnie szałwia hiszpańska uprawiana jest głównie w Australii, Meksyku, Paragwaju, Boliwii, Argentynie, Ekwadorze i Gwatemali. W 2008 r. Australia była największym na świecie producentem chia. Nasiona szałwii hiszpańskiej są sprzedawane najczęściej pod nazwą zwyczajową „Chia”, występują także pod kilkoma znakami towarowymi, w tym „Cheela Brand”, „Sachia”, „Anutra”, „Chia Sage”, „Salba”, „Tresalbio” i „Mila”. W 2009 r. Unia Europejska zatwierdziła nasiona chia jako produkt spożywczy, pozwalając na stosowanie ich jako dodatek stanowiący do 5% całkowitej masy chleba.

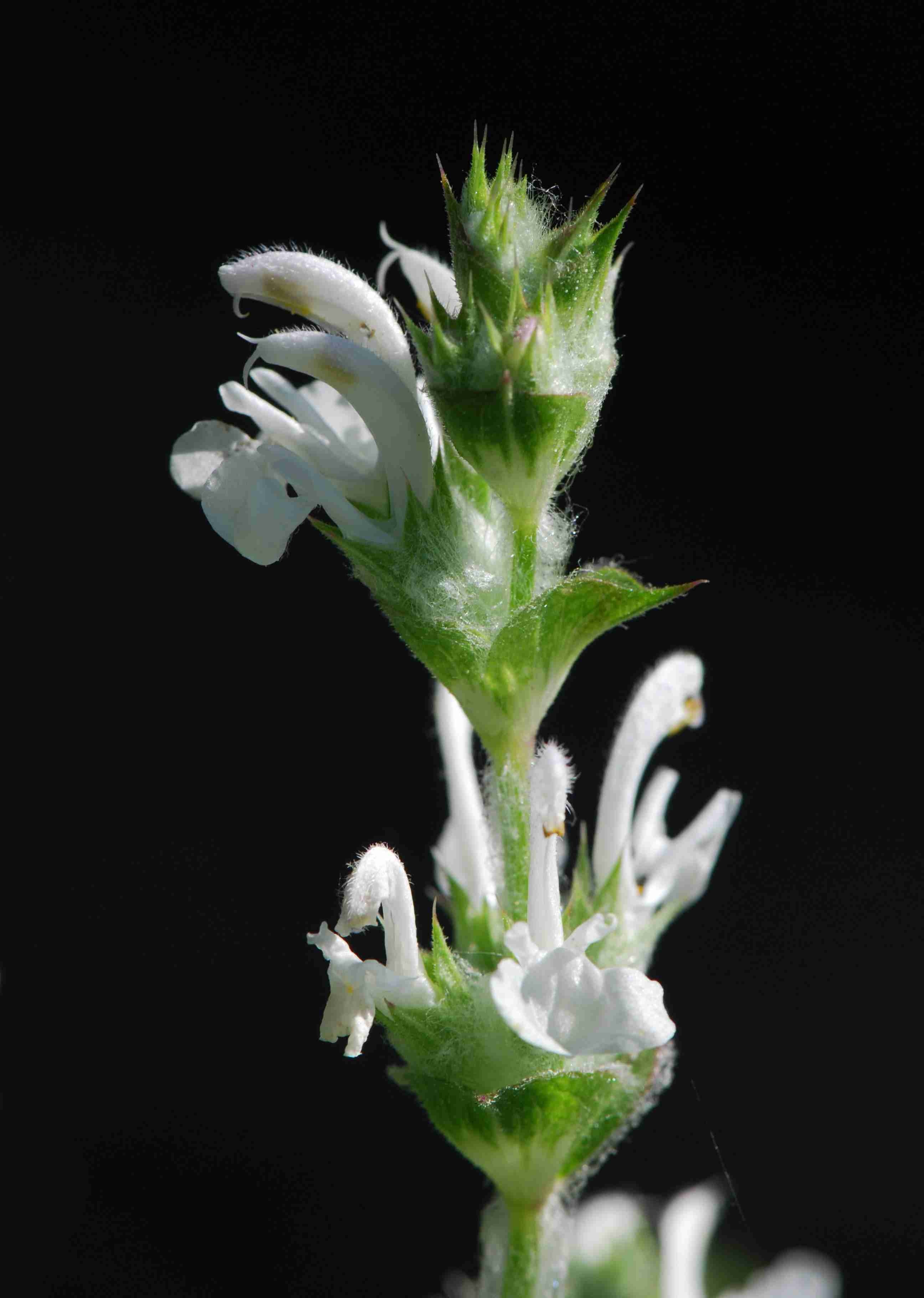
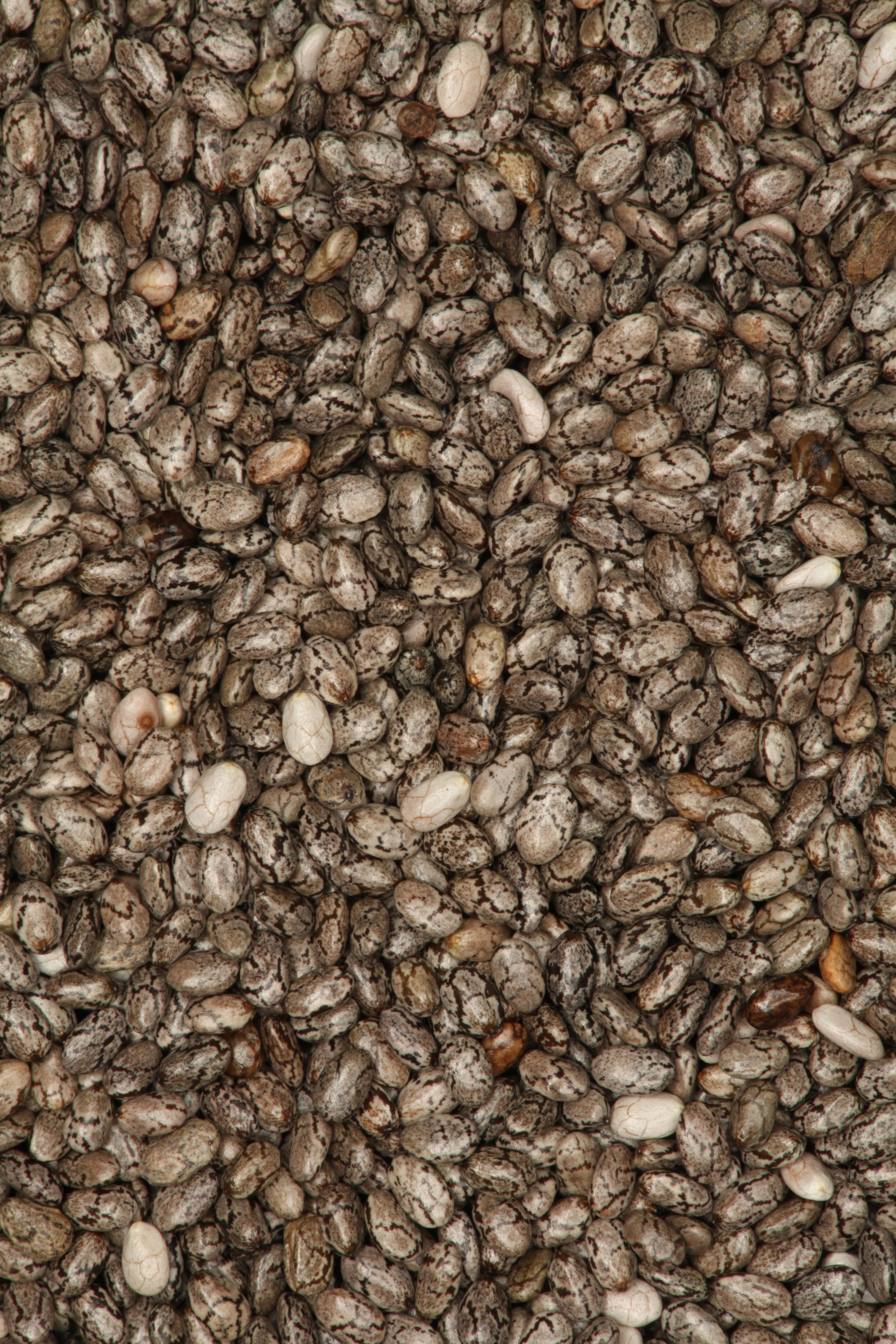
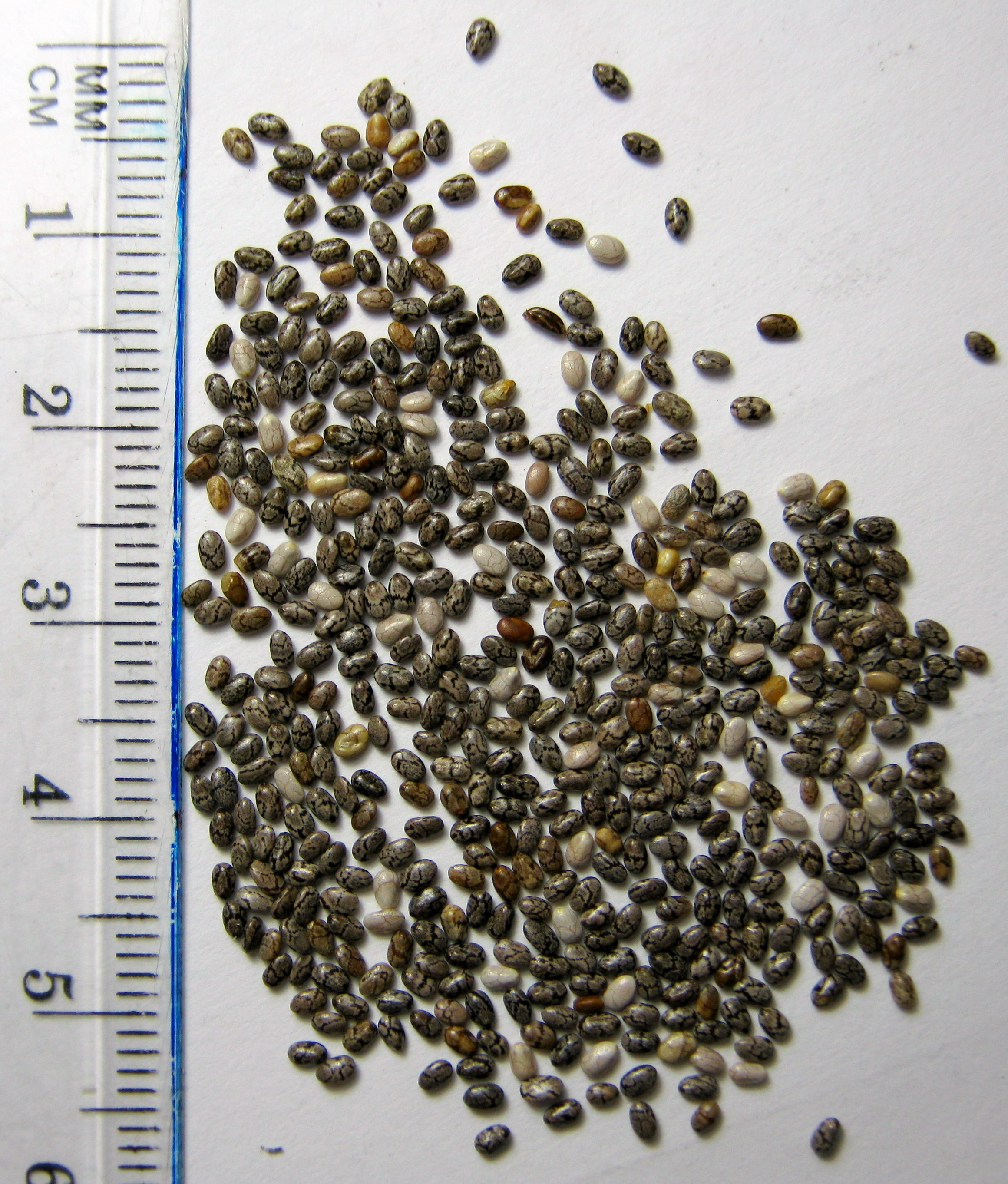